# Аршдикон, Эрнест
Эрне́ст Аршдико́н (фр. Ernest Archdeacon; 23 марта 1863, Париж, Франция — 3 января 1950, Версаль, Франция) — французский пионер авиации, адвокат, автогонщик, автомобилестроитель, один из основателей первого аэроклуба Франции — Aéro-Club de France.

## Ранние годы
В 1884 году Эрнест Аршдикон в возрасте 20-ти лет впервые поднялся в небо на воздушном шаре.

## Автогонки
Эрнест Аршдикон был любителем автомобильных гонок и участвовал во многих заездах того периода в качестве пилота:

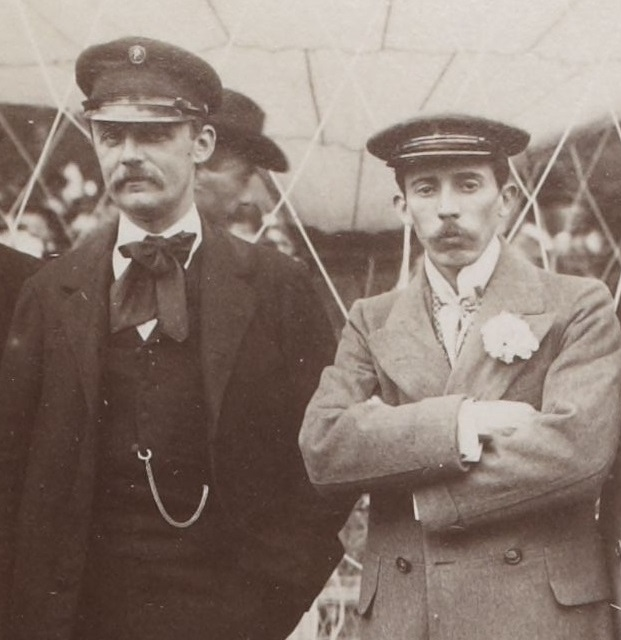
Эрнест Аршдикон и Альберто Сантос-Дюмон, 1898 год

В 1894 году он финишировал 17-м в первой в мире автомобильной гонке Париж — Руан, будучи за рулём парового автомобиля фирмы Serpollet преодолел 127 км за 13 часов.
В 1896 финишировал 7-м в длительном заезде Париж — Марсель — Париж, за рулём автомобиля компании Delahaye преодолев 1710 км за 75 часов 29 минут и 48 секунд. Из 32 водителей, начавших заезд, к финишу пришло только 14.
24 июля 1897 года финиширует 21-м в заезде Париж — Дьеп, преодолев 170,8 км за 5 часов 41 минуту и 15 секунд за рулём четырёхместного Delahaye.
21 марта 1899 года финишировал 8-м в заезде Ницца — Кастеллан — Ницца, снова на автомобиле Delahaye, преодолел 120,7 км за 3 часа 40 минут.

## Авиация

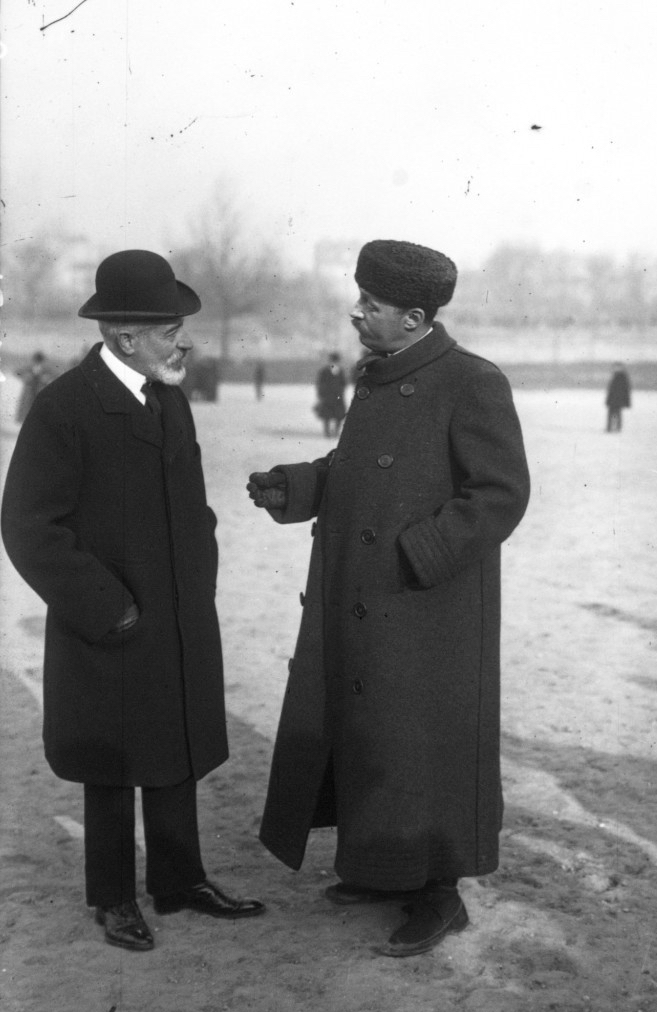
Анри Дойч де Ла Мёрт и Эрнест Аршдикон, 1908 год

### Aéro-Club de France
20 октября 1898 года совместно с нефтяным магнатом Анри Дойчем де ла Мёртом (фр. Henri Deutsch de la Meurthe) Аршдикон организовал первый авиационный клуб Франции — Aéro-Club de France. Первым президентом клуба в 1900 году стал пионер автомобилестроения и любитель автогонок Жюль Альбер де Дион (фр. Jules-Albert de Dion).
Другими учредителями клуба стали маркиз Фонвьель (фр. Marquis de Fonvielle), граф Анри де Ла Во и граф Анри де Ла Валетт (фр. Henri de la Valette).